# Rajna András
Rajna András (Budapest, 1960. szeptember 3. –) olimpiai és kétszeres világbajnoki ezüstérmes magyar kajakozó.

## Pályafutása
Rajna András K2 1000 méteren előbb az 1988-as szöuli olimpián kilencedik, majd az 1992-es barcelonai olimpián hatodik helyezést ért el. 1996-ban Atlantában a K4 1000 méteren Adrovicz Attila, Csipes Ferenc és Horváth Gábor oldalán ezüstérmet szerzett. 1986-ban és 1994-ben K2 500 méteren világbajnoki ezüstérmet, 1983-ban Tamperében K4 500 méteren bronzérmet szerzett.

## Pályafutása után
Később a Magyar Kajak-Kenu Szövetség marketing-igazgatójaként tevékenykedett.